# Чемпионат Болгарии по футболу 1924
Чемпионат Болгарии по футболу 1924 — 1-й розыгрыш Государственного чемпионата Болгарии, организованный Болгарской национальной федерацией спорта (БНФС), которая была создана 16 декабря 1923 года. Чемпионат проводился по олимпийской системе (один матч). Количество команд — 6. В случае ничейного результата назначалось дополнительное время, а в случае ничьи — матч переигрывался на следующий день. Финал проходит в Софии. Победитель награждался Царским кубком. Чемпионат не был закончен и победителя не было.

## Команды
В соревновании участвовали шесть победителей местных спортивных федераций:
| Федерация                          | Команда             |
| ---------------------------------- | ------------------- |
| Северо-болгарская федерация спорта | Владислав Варна     |
| Софийская федерация спорта         | Левски              |
| Приморская федерация спорта        | Черноморец (Бургас) |
| Фракийская федерация спорта        | Победа (Пловдив)    |
| Юго-Западная федерация спорта      | Кракра (Перник)     |
| Бдинская федерация спорта          | Орел (Враца)        |

## Четвертьфинал
| № | Хозяева             | Счёт | Гости           |
| - | ------------------- | ---- | --------------- |
| 1 | Черноморец (Бургас) | 0-7  | Левски          |
| 2 | Орел (Враца)        | 3-0  | Кракра (Перник) |

## Полуфинал
| № | Хозяева          | Счёт | Гости           |
| - | ---------------- | ---- | --------------- |
| 1 | Победа (Пловдив) | 5-0  | Орел (Враца)    |
| 2 | Левски           | 0-0* | Владислав Варна |

- Матч был сыгран без дополнительного времени из-за плохого освещения. Владислав Варна отказался снова играть в Софии на следующий день и настаивает, чтобы переигровка была в Варне. БНСФ устанавливает новую дату переигровки в Софии. Впоследствии было принято сыграть в Варне, но только если Владислав Варна и Северо-болгарская федерация спорта покроют расходы. В конце концов, окончательное соглашение не было достигнуто, а матч не состоялся. Чемпионат не был закончен и победителя не было.